# Hoploclonia
Hoploclonia is een geslacht van Phasmatodea uit de familie Heteropterygidae. De wetenschappelijke naam van dit geslacht is voor het eerst geldig gepubliceerd in 1875 door Carl Stål.

## Soorten
Het geslacht Hoploclonia omvat de volgende soorten:
- Hoploclonia abercrombiei Bragg, 1995
- Hoploclonia apiensis Bragg, 1995
- Hoploclonia cuspidata Redtenbacher, 1906
- Hoploclonia gecko (Westwood, 1859)